# جيف فارمر
جيف فارمر (بالإنجليزية: Jeff Farmer)‏ هو مصارع محترف أمريكي، ولد في 14 أغسطس 1962 في نيويورك في الولايات المتحدة.

## وصلات خارجية
- جيف فارمر على موقع CageMatch worker (الإنجليزية)
- جيف فارمر على موقع قاعدة بيانات المصارعة على الإنترنت (الإنجليزية)
- جيف فارمر على موقع عالم المصارعة على الإنترنت (الإنجليزية)
- جيف فارمر على موقع عالم المصارعة على الإنترنت (الإنجليزية)

- جيف فارمر على موقع IMDb (الإنجليزية)
- جيف فارمر على موقع قاعدة بيانات الفيلم (الإنجليزية)